# Вдовицови
Вдовицови (Viduidae) е семейство дребни птици от разред Врабчоподобни (Passeriformes).
Включва два рода с около 20 вида, разпространени в Африка. Всички видове са гнездови паразити и са специализирани да наподобяват на външен вид определени гостоприемници от семейство Estrildidae.

## Родове
Семейство Viduidae – Вдовицови
- Anomalospiza
- Vidua – Вдовици